# 夏龙祥
夏龙祥（1950年10月—），男，江苏张家港人，中华人民共和国政治人物，中国人民解放军少将，曾任陕西省军区政治委员，中共陕西省委常委。